# Leśniów Wielki
Leśniów Wielki (niem. Groß-Lessen) – wieś w Polsce położona w województwie lubuskim, w powiecie zielonogórskim, w gminie Czerwieńsk.
W latach 1954–1972 wieś należała i była siedzibą władz gromady Leśniów Wielki. W latach 1975–1998 miejscowość administracyjnie należała do województwa zielonogórskiego.

## Nazwa
Według niemieckiego językoznawcy Heinricha Adamy’ego nazwa miejscowości pochodzi od polskiej nazwy las. W swoim dziele o nazwach miejscowych na Śląsku wydanym w 1888 roku we Wrocławiu jako najstarszą zanotowaną nazwę miejscowości wymienia zlatynizowaną wersję staropolskiej nazwy Lessin podając jej znaczenie „Waldau” czyli po polsku „Wieś w lesie”. Niemcy początkowo zgermanizowali nazwę na Lessen, a później na Groß-Lessen w wyniku czego utraciła ona swoje pierwotne znaczenie.

## Zabytki
Do wojewódzkiego rejestru zabytków wpisane są:
- Kościół filialny pod wezwaniem Wniebowzięcia NMP, gotycki z XIV wieku, wielokrotnie przebudowywany w: XVII wieku, XIX wieku, jednonawowy, z prostokątnym prezbiterium i wieżą od zachodu. Na wyposażeniu późnogotycki tryptyk z 1516 r. oraz późnobarokowy ołtarz i ambona.
- Kaplica grobowa, barokowa z 1714 roku.
- Gorzelnia, obecnie dom mieszkalny z 1714 roku.
- Koźlak (wiatrak), drewniany z XVIII wieku/XIX wieku o konstrukcji słupowej[6].

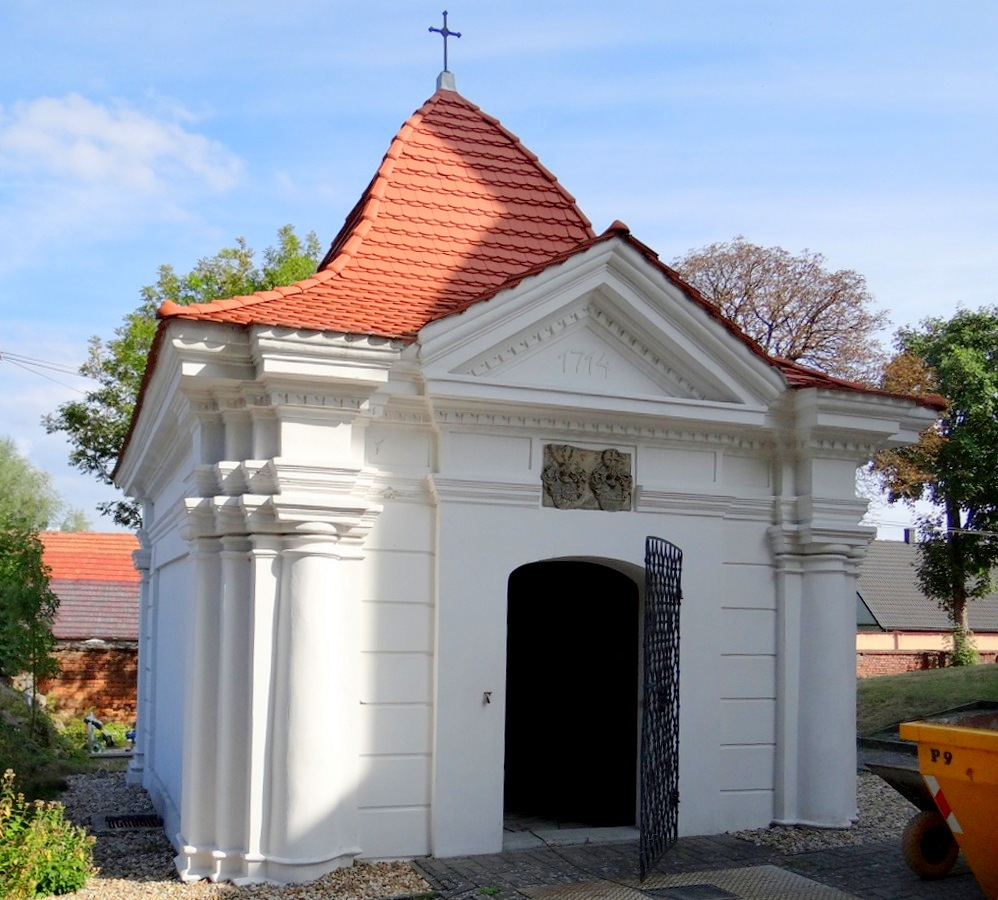
Barokowa kaplica grobowa
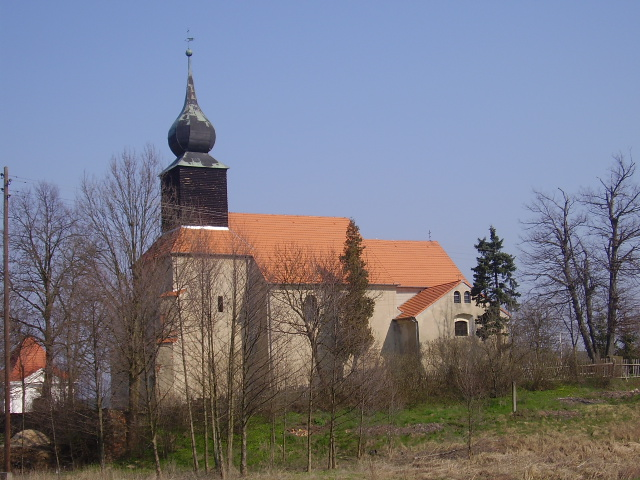
Kościół pw. Wniebowzięcia NMP

## Sport
W Leśniowie Wielkim istnieje drużyna piłkarska występująca w A klasie, II grupie zielonogórskiej. Zespół został założony w 1973 roku.